# Powiat łomżyński

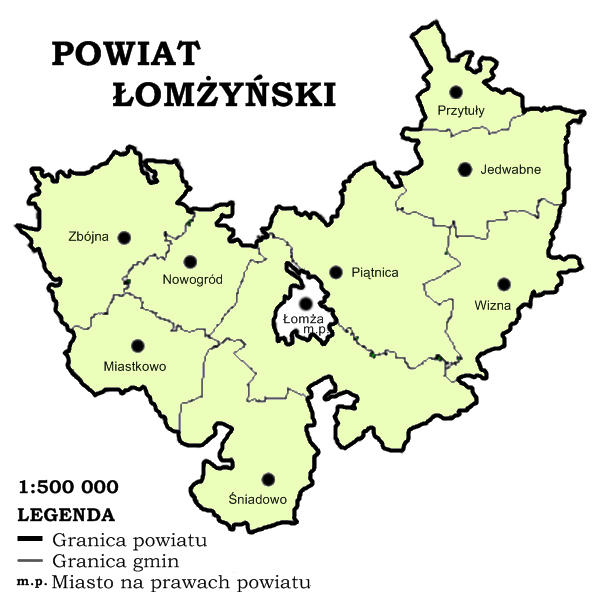
Mapa powiatu łomżyńskiego

Powiat łomżyński – powiat w Polsce (województwo podlaskie), przywrócony w 1999 roku w ramach reformy administracyjnej. Jego siedzibą jest miasto Łomża.
W skład powiatu wchodzą:
- gminy miejsko-wiejskie: Jedwabne, Nowogród
- gminy wiejskie: Łomża, Miastkowo, Piątnica, Przytuły, Śniadowo, Wizna, Zbójna
- miasta: Jedwabne, Nowogród

Powiat graniczy z powiatem białostockim, grajewskim, kolneńskim, monieckim, zambrowskim w województwie podlaskim oraz z powiatem ostrołęckim i ostrowskim w województwie mazowieckim oraz z miastem Łomża.
Według danych z 31 grudnia 2019 roku powiat zamieszkiwały 50 943 osoby. Natomiast według danych z 30 czerwca 2020 roku powiat zamieszkiwały 50 894 osoby.

## Demografia

### W składzie II Rzeczypospolitej
Według spisu powszechnego z 1921 roku, powiat w ówczesnych granicach zamieszkiwało 101865 osób, w tym 86100 (84,5%) Polaków, 15262 (15,0%) Żydów, 289 (0,3%) Niemców, 170 (0,2%) Rosjan, 14 Białorusinów, 6 Litwinów, 5 Czechów, 2 Jugosłowian, 1 Amerykanin, 1 Łotysz i 1 Tatar.

### Współcześnie

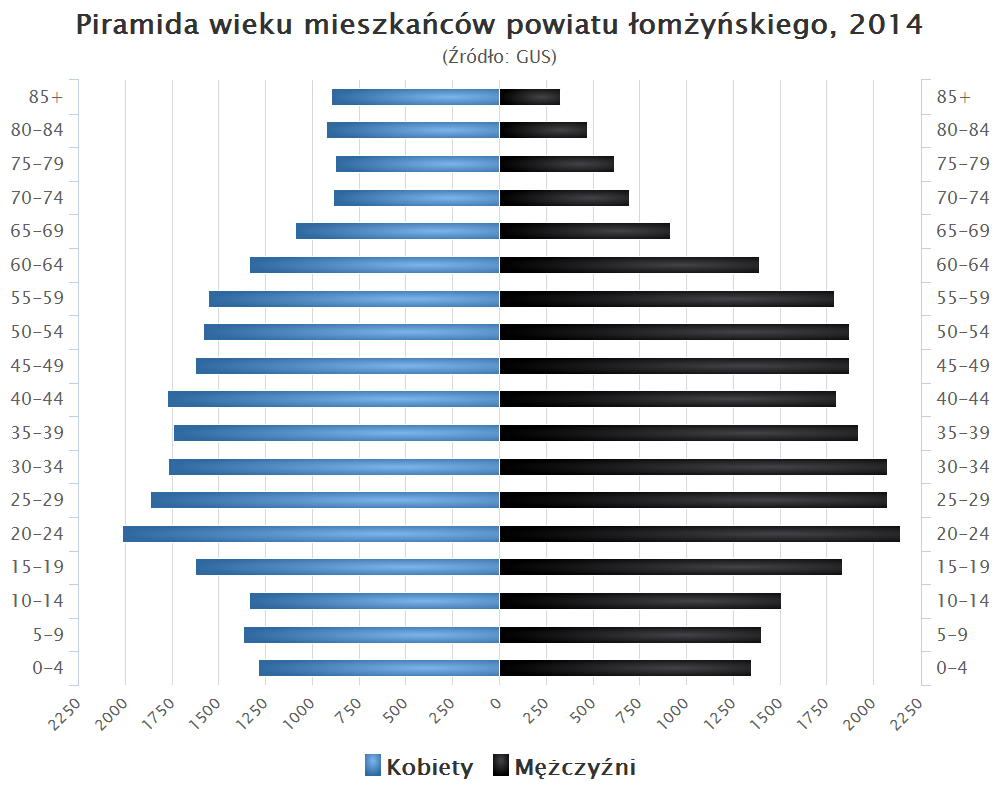
Piramida wieku mieszkańców powiatu łomżyńskiego w 2014 roku

Liczba ludności (dane z 30 czerwca 2012):
|        | Ogółem | Ogółem | Kobiety | Kobiety | Mężczyźni | Mężczyźni |
| osób   | %      | osób   | %       | osób    | %         |           |
| ------ | ------ | ------ | ------- | ------- | --------- | --------- |
| Ogółem | 52 196 | 100    | 25 874  | 49,57   | 26 322    | 50,43     |
| Miasto | 3925   | 7,52   | 2020    | 3,87    | 1905      | 3,65      |
| Wieś   | 48 271 | 92,48  | 23 854  | 45,70   | 24 417    | 46,78     |

▶Wieś vs ▶miasto
Ogółem (▶k, ▶m)
Miasto (▶k, ▶m)
Wieś (▶k, ▶m)

## Stopa bezrobocia
We wrześniu 2019 liczba zarejestrowanych bezrobotnych wynosiła 1200 osób, a stopa bezrobocia 5,8%.

## Religia
Według spisu powszechnego z 1921 roku, 83804 (82,3%) mieszkańców powiatu w ówczesnych granicach wyznawało rzymski katolicyzm, 17001 (16,7%) judaizm, 758 (0,7%) protestantyzm, 268 (0,3%) prawosławie, 16 greko-katolicyzm, 2 islam, 1 baptyzm. 15 osób zadeklarowało brak wyznania.

## Powiaty partnerskie
- Niemcy, powiat Dingolfing-Landau – od maja 1999[7]
- Łotwa, okręg dyneburski – od stycznia 2005[7]
- Litwa, Rejon solecznicki – od stycznia 2008[7]